# Тёкеи, Ференц
Ференц Тёкеи (Tőkei Ferenc; 3 октября 1930, Будапешт — 13 августа 2000, Будапешт) — венгерский историк-синолог и философ

, литературовед и переводчик; член Венгерской АН (1985; член-корреспондент с 1973). Лауреат Госпремии ВНР (1970) и Премии им. Дьёрдя Лукача (2000). Автор работ по проблемам истории, литературы и философии Китая, а также исторического материализма (вопросы общественных формаций и азиатского способа производства в частности).

## Биография
Вырос в Ракошхеде, тогда ещё отдельном предместье Будапешта, в католической семье. Учился в гимназии пиаристов, но ещё в те годы заинтересовался марксизмом; большое влияние на него произвели сочинения ведущего венгерского представителя этой школы мысли, Дьёрдя Лукача. Окончил философский факультет Будапештского университета (1953). До 1956 года аспирант по специальности востоковедение в Венгерской академии наук, получил степень кандидата филологических наук. В 1965 году защитил докторскую диссертацию по литературоведению.
Как и многие в левой молодёжи (и сам Лукач), Тёкеи поддерживал борьбу за демократизацию и преодоление сталинизма, во время восстания 1956 года его коллеги по Музею восточноазиатского искусства им. Ференца Хоппа избрали его главой революционного комитета. После подавления восстания получил дисциплинарное взыскание, потерял работу, но в итоге устроился лектором издательства Európa. Там ему также удалось инициировать издание книг на китайскую и вообще азиатскую тематику, в переводе и редактировании которых он участвовал и сам, но также обеспечил работой многих запрещённых властями литераторов.
Оставаясь убеждённым марксистом, пытался вступить в Венгерскую социалистическую рабочую партию, однако его как неблагонадёжного туда не принимали вплоть до 1962 года (в последний год существования партии на фоне «перестроечных» процессов его изберут членом ЦК ВСРП в 1988 году).
С 1967 года работал в Институте философии Венгерской академии наук, с 1969 по 1972 год его директор. С 1971 года также преподаватель альма-матер, до 1990 года — на кафедре философии. С 1972 года возглавлял Институт востоковедения Венгерской академии наук. Президент Венгерского философского общества (1987—1990). Председатель попечительского совета Фонда Дьёрдя Лукача (с 1989 года). С 1994 года завотделом востоковедения Института языкознания Венгерской академии наук.
Развивал теорию азиатского способа производства, принимал деятельное участие в посвящённой ей международной дискуссии учёных 1960-х. Важным вкладом в последнюю стала его собственная монография «К вопросу „азиатского способа производства“» (Az «ázsiai termelési mód» kérdéseihez, 1965), переведённая на пять языков, а также вышедший под его редакцией сборник «Азиатский способ производства в истории» (Az ázsiai termelési mód a történelemben, 1982), к которому он написал вступление и разместил переводы таких авторов, как Эрик Хобсбаум, Морис Годелье, Жан-Сюре Каналь, Пьер Буато, Элен Антониадис-Бибику, Леонид Васильев.
Главный редактор журнала Acta Antiqua (1976—1990). Активно публиковался в Acta Orientalia Academiae Scientiarum Hungaricae. Издательство Kossuth Kiadó в 2005—2009 годах выпустило девятитомное собрание сочинений автора.
Похоронен на кладбище Фаркашрети.

## Основные труды
- 1959 — A kínai elégia születése
- 1959 — Dalok könyve (редактор)
- 1960 — A kínai irodalom rövid története (в соавторстве с Miklós Pál)
- 1965 — Az «ázsiai termelési mód» kérdéséhez
- 1962—1967 — Kínai filozófia. Ókor I—III.
- 1967 — Műfajelmélet Kínában a III—VI. században
- 1968 — A társadalmi formák elméletéhez
- 1968 — A Sárkánykirály palotája (редактор)
- 1969 — Antikvitás és feudalizmus
- 1970 — Vázlatok a kínai irodalomról
- 1973 — A szépség szíve. Régi kínai esztétikai írások (редактор)
- 1974 — Sinológiai műhely
- 1974 — A szocializmus dialektikájához
- 1977 — A társadalmi formák marxista elméletének néhány kérdése
- 1983 — Őstársadalmak és államalakulatok (редактор)
- 1984 — Kortársunk-e Marx?
- 1989 — Primitive Society and Asiatic Mode of Production
- 1993 — Kínai buddhista filozófia
- 1994 — A tibeti buddhista filozófia
- 1994 — Konfuciusz: Beszélgetések és mondások
- 1997 — Kínai szofisztika és logika
- 1994—1999 — Kínai-magyar könyvek

## Переводы на русский
- Текеи Ф. К теории общественных формаций. Проблемы анализа общественных форм в теоретическом наследии К. Маркса / Ференц Текеи. — М.: Наука, 1975. — 325 с.

Как отмечает к. пол. н. Дмитрий Александрович Давыдов, в книге «К теории общественных формаций» Ф. Тёкеи «ведет речь об эволюции форм собственности. Он рассматривает эволюцию докапиталистических общественных формаций как постепенное разложение общины и становление частного землевладения».
- Текеи Ф. Марксизм и некоторые проблемы ориенталистики // Вопросы философии. — 1975, № 9. — С. 72-83.